# Арктический совет
Арктический совет (англ. Arctic Council) — международная организация, призванная содействовать сотрудничеству в области охраны окружающей среды и обеспечения устойчивого развития приполярных районов.

## История
В 1989 году по инициативе правительства Финляндии в Рованиеми арктические государства встретились для обсуждения вопросов охраны окружающей среды в Арктике. Результатом встречи стало создание в 1991 году Стратегии защиты окружающей среды Арктики. Реализация данной стратегии показала необходимость более тесного сотрудничества стран Арктики, что в 1996 году привело к созданию по инициативе Канады Арктического совета.
Один из главных приоритетов Постоянного комитета состоял в том, чтобы первоначально поддержать учреждение Арктического совета. 19 сентября 1996 была основана новая организация, представляющая восемь арктических государств (Канада, Дания, Финляндия, Исландия, Норвегия, Россия, Швеция и США) и Европейский парламент. С тех пор Комитет работал активно, чтобы способствовать работе Совета. Комитет участвует во встречах Арктического совета в качестве наблюдателя.

## Встречи и конференции
14 мая 2011 года заседание Арктического совета состоялось в Нууке (Гренландия). На нём все восемь стран, входящих в совет, подписали Соглашение о сотрудничестве в авиационном и морском поиске и спасении.
С 29 по 30 марта 2017 г. в Архангельске прошёл Международный арктический форум «Арктика — территория диалога», который регулярно проводится с 2010 года и является крупнейшей площадкой для совместного обсуждения с зарубежными партнёрами актуальных проблем и перспектив развития Арктического региона. В рамках программы форума выступали представители стран-участниц Арктического совета — министр иностранных дел Дании Андерс Самуэльсен, министр иностранных дел Исландии Гудлёйгур Тор Тордарсон, министр иностранных дел Норвегии Бёрге Бренде, спецпредставитель Президента РФ по международному сотрудничеству в Арктике и Антарктике Артур Чилингаров, губернатор Архангельской области Игорь Орлов и представители других заинтересованных стран и регионов.
В марте 2017 года на полях форума «Арктика — территория диалога» в Архангельске прошло заседание российско-китайской межправительственной комиссии под председательством вице-премьеров России и Китая Дмитрия Рогозина и Ван Яна. В результате было принято решение о проведении в Пекине презентации проекта строительства глубоководного порта Архангельск, чтобы привлечь новые инвестиции и повысить заинтересованность китайской стороны.
Проект строительства глубоководного хаба включён в «Транспортную стратегию РФ на период до 2030 года». Согласно проекту, новый порт позволит сформировать более привлекательный маршрут экспортных и импортных грузопотоков в направлении Европы, Северной Америки и стран Азиатско-Тихоокеанского региона (в первую очередь Китая), а также обеспечит новый независимый выход крупнотоннажных судов в Мировой океан на этих направлениях. Формирование грузовой базы в первую очередь ожидается за счёт переориентации грузопотоков из портов Прибалтики, создания потока «нишевых» грузов, обслуживания дополнительных грузопотоков за счёт роста производства промышленных предприятий регионов тяготения глубоководного порта (в частности, Северо-Западного региона и Урала).
Стратегическим партнёром проекта является китайская компания Poly International Holding. Управляющей компанией по строительству порта выступает ТПУ Архангельск.
В январе 2018 года в г. Тромсё состоялась международная научно-практическая конференция «Арктические рубежи», в которой приняли участие более 3000 представителей из 35 стран мира. Участники конференции обсудили вопросы использования ресурсного потенциала северных морей и укрепления сотрудничества полярных регионов разных государств мира.
Постоянный комитет парламентариев арктической области, ответственный за работу между конференциями, начал работу в сентябре 1994 года. Первая парламентская конференция относительно арктического сотрудничества была проведена в Рейкьявике (Исландия) в 1993 году. Следующие арктические парламентские конференции были проведены в Йеллоунайфе (Канада), Салехарде (Россия), Рованиеми (Финляндия), Тромсё (Норвегия), Нууке (Гренландия), Кируне (Швеция), Фэрбенксе (США) и Европейском парламенте в 2010 году. Девятая Конференция в Брюсселе 13—15 сентября 2010 года, сосредоточилась на следующих главных темах:
- жизнеспособное управление живущими ресурсами в Арктике;
- образование и исследование — продолжение Международного полярного года;
- тающий лёд — последствия.

Департамент полярных регионов британского министерства иностранных дел опубликовал доклад, в котором сообщается о намерении Великобритании занять лидирующие позиции в Арктике среди стран, не входящих в Арктический совет. В частности, авторы данного доклада подчёркивают, что в сферу интересов соединённого Королевства входит научная деятельность, защита экологии, будущие торговые морские пути и развитие энергетической инфраструктуры.
11 апреля 2018 года в Мурманске состоялась 8 международная конференция «логистика в Арктике», в которой приняли участие специалисты России, Норвегии и Японии. Участники конференции обсудили основные направления развития Северного морского пути, а также вопросы расширения приграничного сотрудничества и организации транспортно-логистических операций на шельфе Арктики.
В мае 2019 года саммитом в Рованиеми завершилось двухлетнее председательство Финляндии в Арктическом совете. Впервые за 23 года работы этой организации из-за разногласий по вопросу об изменении климата участники не смогли принять совместную декларацию, при этом ещё до начала встречи США планировали удалить упоминание об изменении климата из итогового документа.
3 марта 2021 года состоялась видеоконференция – заседание рабочей группы АС по устойчивому развитию (SDWG). Предложенный российской стороной проект «Безопасность в Арктике» был единогласно поддержан странами-членами АС и одобрен к реализации в рамках SDWG. Цель проекта- разработка интегрированной международной системы оценки и мониторинга неконтролируемых переносов болезнетворных патогенов в Арктике.
13 апреля 2021 года рабочая группа Арктического совета по защите морской среды Арктики (PAME) выпустила третий отчет о состоянии судоходства в Арктике: «Судоходство в Северо-Западном проходе: сравнение 2013 года с 2019 годом». Данные отчета показывают увеличение количества судов, заходящих в этот район, и увеличение пройденного ими расстояния.
20 мая 2021 года председательство в Арктическом совете на два года перешло к Российской Федерации, торжественная церемония прошла в рамках встречи глав МИД «арктической восьмерки» в Рейкьявике. Предыдущий председатель, глава МИД Исландии Гудлаугур Тор Тордарсон передал российскому коллеге Сергею Лаврову церемониальный молоток, что ознаменовало завершение председательствования Исландии и начало председательствования Российской Федерации в Арктическом совете на 2021-2023 года.
В мае 2023 года российский представитель в Арктическом совете Николай Корчунов заявил о возможном выходе РФ из организации, если ее не будут приглашать на мероприятия после того, как председательство в объединении перешло к Норвегии. По его словам, из-за действий Запада роль Совета в мире ослабла, в результате чего Россия начала вести переговоры по арктической повестке с другими странами. По данным Financial Times, в организации выросли опасения, что Россия и Китай создадут свой Арктический совет. В частности, издание отметило, что во время визита китайского лидера Си Цзиньпина в Москву стороны объявили о создании совместного рабочего органа по развитию Северного морского пути —  флагманского проекта России по освоению арктический территорий. Дипломаты отметили, что фактическое исключение России из Совета, приведет к тому, что повестка дня, продвигаемая организацией, потеряет смысл без РФ, которая занимает 40% площади Арктики.

## Участники
В Арктический совет входят восемь приарктических стран:
- Дания
- Исландия (политика)
- Канада (политика)
- Норвегия (политика)
- Россия (политика)
- США (политика)
- Финляндия (политика)
- Швеция (политика)

Специальный статус постоянных участников, дающий право принимать решения вместе с правительствами стран-участников Арктического совета, имеют 6 организаций коренных народов Арктики.

## Страны-наблюдатели
- Великобритания
- Германия
- Испания
- Италия (временный статус до следующего совещания министров)
- Китай (временный статус до следующего совещания министров)
- Республика Корея (временный статус до следующего совещания министров; политика)
- Нидерланды (политика)
- Польша
- Франция
- Япония
- Индия
- Сингапур
- Швейцария[28].

## Международные организации — наблюдатели
- Всемирный союз охраны природы
- Конференция парламентариев Арктических стран[29]
- Международный комитет Красного Креста
- Программа ООН по окружающей среде[30]
- Программа развития ООН
- Северный совет
- Северный форум[31]
- Международная морская организация

## Неправительственные организации — наблюдатели
- Арктическая программа Всемирного фонда дикой природы
- Всемирная ассоциация пастухов северного оленя[32]
- Университет Арктики

## Ожидающие статуса наблюдателя
Государства-наблюдатели, ожидающие утверждения своего статуса, должны запрашивать разрешение на свое присутствие на каждой отдельной встрече; такие просьбы являются обычными, и большинство из них удовлетворяются. На министерской встрече 2013 года в Кируне (Швеция) Европейский союз (ЕС) запросил постоянный статус наблюдателя. Он не был предоставлен, в основном потому, что члены не согласны с запретом ЕС на охоту на тюленей.
Государства и организации, ожидающие статуса наблюдателя:
- Албания[34]
- Бруней[34]
- Европейский союз[34]
- Йемен[34]
- Северная Македония[34]
- Сербия[34]
- Турция[35]
- Черногория[34]

Роль наблюдателей ранее пересматривалась также, как и критерии допуска к статусу. В результате этого было снято различие между постоянными и специальными наблюдателями.

## Меморандум о взаимопонимании и сотрудничестве
Арктический экономический совет является единственной организацией, с которой Арктический совет подписал меморандум о взаимопонимании. Первая совместная встреча между представителями двух Советов и экспертами рабочих групп состоялась в октябре 2019 г. в Рейкьявике.

## Административные аспекты

### Регулярные встречи руководства
Каждые шесть месяцев Арктический совет собирается где-нибудь в стране председателя на совещание старших должностных лиц Арктики (СДЛ) (Senior Arctic Officials (SAO)). СДЛ являются высокопоставленными представителями восьми стран-членов. Иногда это послы, но чаще это высокопоставленные чиновники министерства иностранных дел, которым поручена координация на уровне штаба. Присутствуют также представители шести постоянных участников и официальные наблюдатели.
В конце двухгодичного цикла Председатель проводит совещание на уровне министров, которое является кульминацией работы совета за этот период. Большинство восьми стран-членов представлены министрами их иностранных дел, северных дел или министерства окружающей среды.
Официальная, хотя и не имеющая обязательной силы, «Декларация», названная в честь города, в котором проводится собрание, подводит итоги прошлых достижений и будущей работы совета. Эти декларации охватывают изменение климата, устойчивое развитие, мониторинг и оценку Арктики, стойкие органические загрязнители и другие загрязнители, а также работу пяти рабочих групп Совета.
Члены Арктического совета согласовали пункты действий по защите Арктики, но большинство из них так и не были реализованы.

### Председательство
- 1996—1998 — Канада.
- 1998—2000 — США.
- 2000—2002 — Финляндия.
- 2002—2004 — Исландия.
- 2004—2006 — Россия.
- 2006—2008 — Норвегия.
- 2009—2011 — Дания.
- 2011—2013 — Швеция[38].
- 2013—2015 — Канада (в мае 2013 г. пост председателя уже во второй раз приняла Канада, поскольку к 2013 г. каждый член Совета успел побыть председателем ровно один срок).
- 2015—2017 — США.
- 2017—2019 — Финляндия[39].
- 2019—2021 — Исландия.
- 2021—2023 — Россия.
- 2023—2025 — Норвегия.

Норвегия, Дания и Швеция согласовали набор общих приоритетов для периода своих председательств. Они также договаривались о совместно формируемом секретариате на 2006–2013 годы.

### Секретариат
В 2012 году Совет принял решение о создании постоянного секретариата в г. Тромсё, Норвегия.